# Eugnophomyia turneri
Eugnophomyia turneri is een tweevleugelige uit de familie steltmuggen (Limoniidae). De soort komt voor in het Afrotropisch gebied.